# The Single Standard
 The Single Standard és una pel·lícula muda estatunidenca de John S. Robertson estrenada el 1929.

## Argument
Arden és una bonica jove de la bona societat, que té una molt bona educació i, sobretot, una forta personalitat. Contempla amb un menyspreu crític el comportament rude i poc respectuós - en particular envers les dones - dels homes al voltant d'ella. Per manca de convenció i per desig d'"altra cosa", condueix cotxes, s'embolica amb un dels xofers, cosa que no és acceptada pels seus.
Un dia en què surt sola a ciutat, coneix un aventurer, Packy, alhora pintor, boxejador i mariner. Es fan amants i el porta diversos mesos en un creuer al voltant del món. Però ell necessita solitud per crear, i li anuncia que la seva relació és acabada. Arden es casa amb un dels seus antics pretendents, Tommy, i tenen un fill junts.
Un dia, Packy torna i Arden lluita entre el seu amor sempre viu per a aquest i la seva devoció natural per a la seva família. El seu cor vacil·la. Tommy vol fins i tot posar-hi ordre, amb mitjans violents envers l'aventurer. Finalment no ho necessitarà, Arden ho enraona i el mariner se'n va al voltant del món buscant noves aventures.

## Repartiment
- Greta Garbo: Arden Stuart Hewlett
- Nils Asther: Packy Cannon
- Johnny Mack Brown: Tommy Hewlett
- Dorothy Sebastian: Mercedes Stuart
- Kathlyn Williams: Mrs. Glendenning

## Al voltant de la pel·lícula
- Es tracta de la 16a pel·lícula de Greta Garbo que tenia llavors 24 anys, la 9a de la seva carrera hollywoodienca.
- Nils Asther és d'origen suec, com Greta Garbo, i, igualment com ella, ha començat la seva carrera sota l'ègida de Mauritz Stiller.